# أبو بكر أباكاروف
أبو بكر أباكاروف (مواليد 28 يناير 1999) هو لاعب مصارعة حرة روسي المولد، يمثل أذربيجان في المحافل الدولية. حصل على الميدالية البرونزية في وزن 86 كج في بطولة العالم 2021.

## وصلات خارجية
- أبو بكر أباكاروف على موقع قاعدة بيانات المصارعة الدولية (الإنجليزية)